# Vicent Escrivà i Peiró
Vicent Escrivà i Peiró (La Font d'En Carròs, 10 de maig de 1948 - 28 de març de 2018) fou un escriptor, filòleg i pedagog valencià.
Començà la carrera docent exercint de mestre de primera ensenyança a Montcada. Posteriorment es doctorà en filologia i fou professor de la Universitat de València. Una de les seues preocupacions constants fou la de promoure l'educació en valencià des de la infància, i amb aquest propòsit mantingué una campanya didàctica en la premsa diària durant la dècada dels anys setanta, i a més de la seua obra literària, en gran part destinada també al públic infantil i juvenil, publicà diversos manuals de llengua i literatura per a ús escolar.
Col·laborà amb un gran nombre d'articles, ressenyes i estudis de crítica literària sobre autors i obres de totes les èpoques, com ara Jaume Roig, Ramon Muntaner, Enric Valor, Vicent Andrés Estellés, etc., en diversos diaris (Levante-EMV, Las Provincias, Noticias al Día, Diario de Valencia, Ciudad, Avui), i en revistes com ara Serra d'Or, Bagalina, Cairell, Lletres de Canvi, L'Espill, Saó i La Rella.

## Obres[3]
Narracions
- El collar maragdí del rei Hussein, València: Edicions del Bullent, 1984.
- El prim príncep Hussein i altres narracions, Gandia: Ajuntament, 1984.
- Narracions de Macolim, València: Gregal, 1986.
- L'obrecartes i dotze contes de vint minuts, València: Gregal, 1988.
- El viatge contra l'horitzó, València: Ed. del Bullent, 1988.
- Boku, València: Tàndem, 1988.

Poesia
- Paradís d'enlloc, València: Nau Llibres, 1986

Estudis literaris i edicions
- Jaume Roig, L'Espill, València: Institució Alfons el Magnànim (Biblioteca d'Autors Valencians), 1981.
- Ramon Muntaner, Crònica (amb il·lustracions de Manuel Boix), Alzira: Bromera, 1991
- Vicent Andrés Estellés, Poemes, València: Conselleria de Cultura, Educació i Ciència, 1986
- Invitació a la literatura catalana (en col·laboració amb Vicent Salvador, i pròleg de Joan Fuster), València: Gregal, 1987
- L'obra literària d'Enric Valor, Paiporta: Denes, 2010

Altres
- Els xiquets i la llengua (introducció i edició d'Emili Casanova), Paiporta: Denes, 2003.

## Premis
- Fundació Huguet de narrativa, 1975
- Joanot Martorell de narrativa, 1983
- Manuel Rodríguez Martínez de poesia, Alcoi, 1985